# Агехъ
Агехъ̀ (на турски: Āgehī) е османски поет и историк от XVI век.

## Биография
Роден е в Енидже Вардар, Османската империя, като истинското му име е Мансур (Manṣūr). Работи като учител (мударис) и съдия (кадия), което му позволява да пътува много – посещава Галиполи и Цариград. Агехъ е известен поет, макар и поезията му да не е събирана в диван. Славата си дължи на касида, посветена на любимия, млад моряк, която е написана на професионалния жаргон на османските моряци. Като историк Агехъ описва кампанията на Сюлейман I срещу Сигетвар в „Tarikh-i Ghazat-i Sigetwar“. Не са запазени ръкописи.
Умира в 985 (1577/8) година.